# Aschau im Zillertal
Aschau im Zillertal ist eine Gemeinde mit 1858 Einwohnern (Stand 1. Jänner 2024) im Zillertal und gehört zum Bezirk Schwaz in Tirol (Österreich). Die Gemeinde liegt im Gerichtsbezirk Zell am Ziller.

## Geografie
Aschau liegt am Übergang des vorderen in das hintere Zillertal, an einer Engstelle. Sie ist neben Mayrhofen die einzige Gemeinde zu beiden Seiten des Zillers. Das Gemeindegebiet besteht aus dem Hauptort Aschau und verstreuten Weilern an den Berghängen und am Talboden.
Die Fläche von zwanzig Quadratkilometer liegt zwischen 550 Meter über dem Meer an der Ziller und 1800 Meter im Osten und 2400 Meter im Westen. Die Hälfte des Gemeindegebietes ist bewaldet, ein Viertel wird landwirtschaftlich genutzt und 17 Prozent sind Almen.

### Gemeindegliederung
Das Gemeindegebiet umfasst folgende zwei Ortschaften (Einwohner Stand 1. Jänner 2024):
- Aschau (1612)
- Distelberg (246)

### Nachbargemeinden
| Kaltenbach | Stumm                                       | Stummerberg |
|            | Kompassrose, die auf Nachbargemeinden zeigt |             |
| Zellberg   | Zell am Ziller                              | Rohrberg    |

## Geschichte
Die älteste Bezeichnung in einer Urkunde betrifft den Ort Distelberg und stammt aus dem Jahr 1180. Aschau wurde erstmals 1309 als „Aschowe“ (Eschenau) urkundlich erwähnt. Der Name weist auf die ausgedehnten Auwälder hin, die bis zum 11. Jahrhundert den Talboden des Zillers bedeckten.
Die Filialkirche in Distelberg (Thurnbachkirche)  wurde 1492 erbaut. Sie ist eine der wenigen Kirchen im reingotischen Stil. Die Pfarrkirche in Aschau  wurde von 1848 bis 1850 gebaut, der Turm 1910 ergänzt. Das Gemeindegebiet ist historisch bedingt in die Diözese Innsbruck westlich des Zillers und die Erzdiözese Salzburg östlich des Zillers getrennt.
1973 wurde Aschau mit der ehemals selbständigen Gemeinde Distelberg vereint.

### Bevölkerungsentwicklung

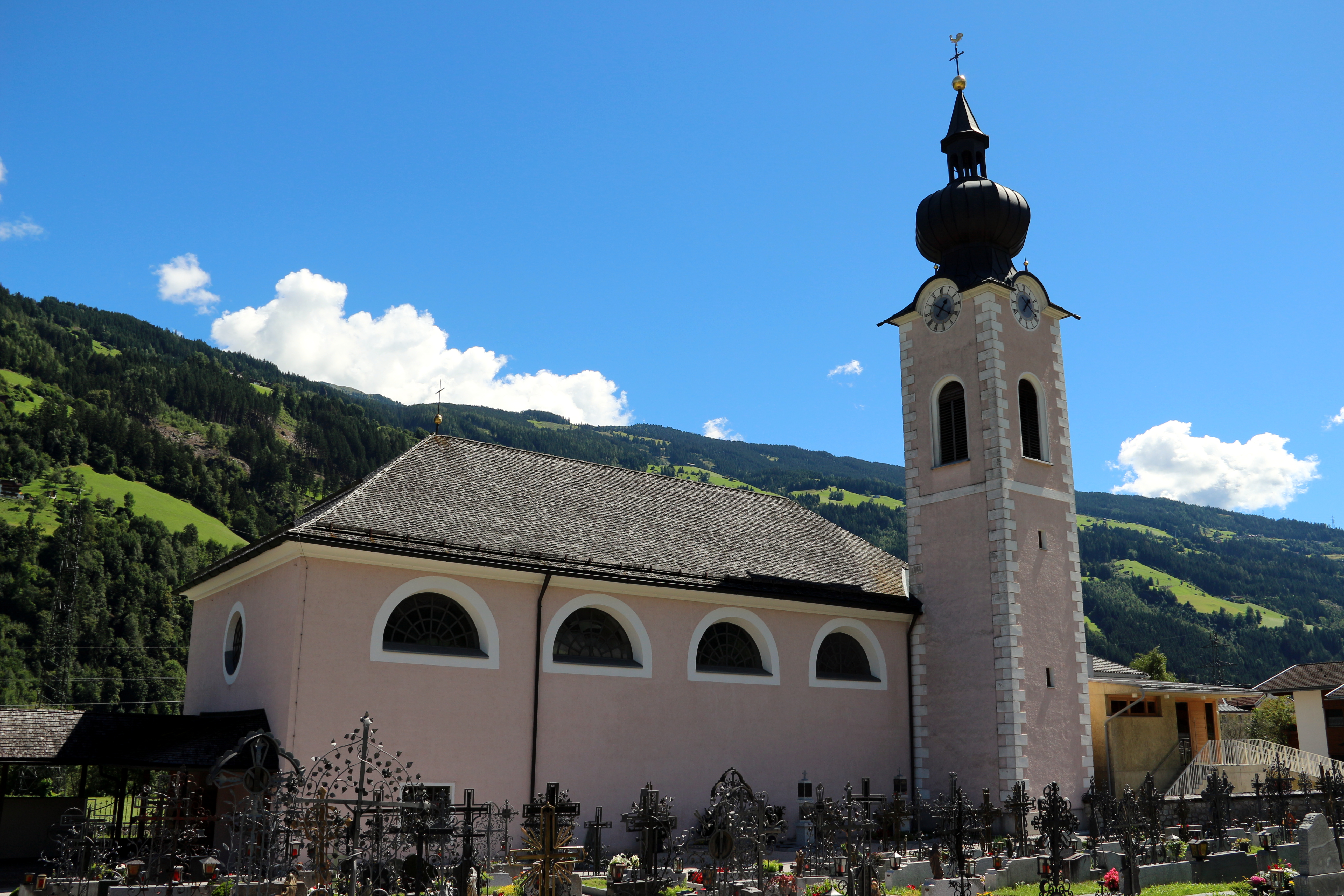
Katholische Pfarrkirche Aschau.

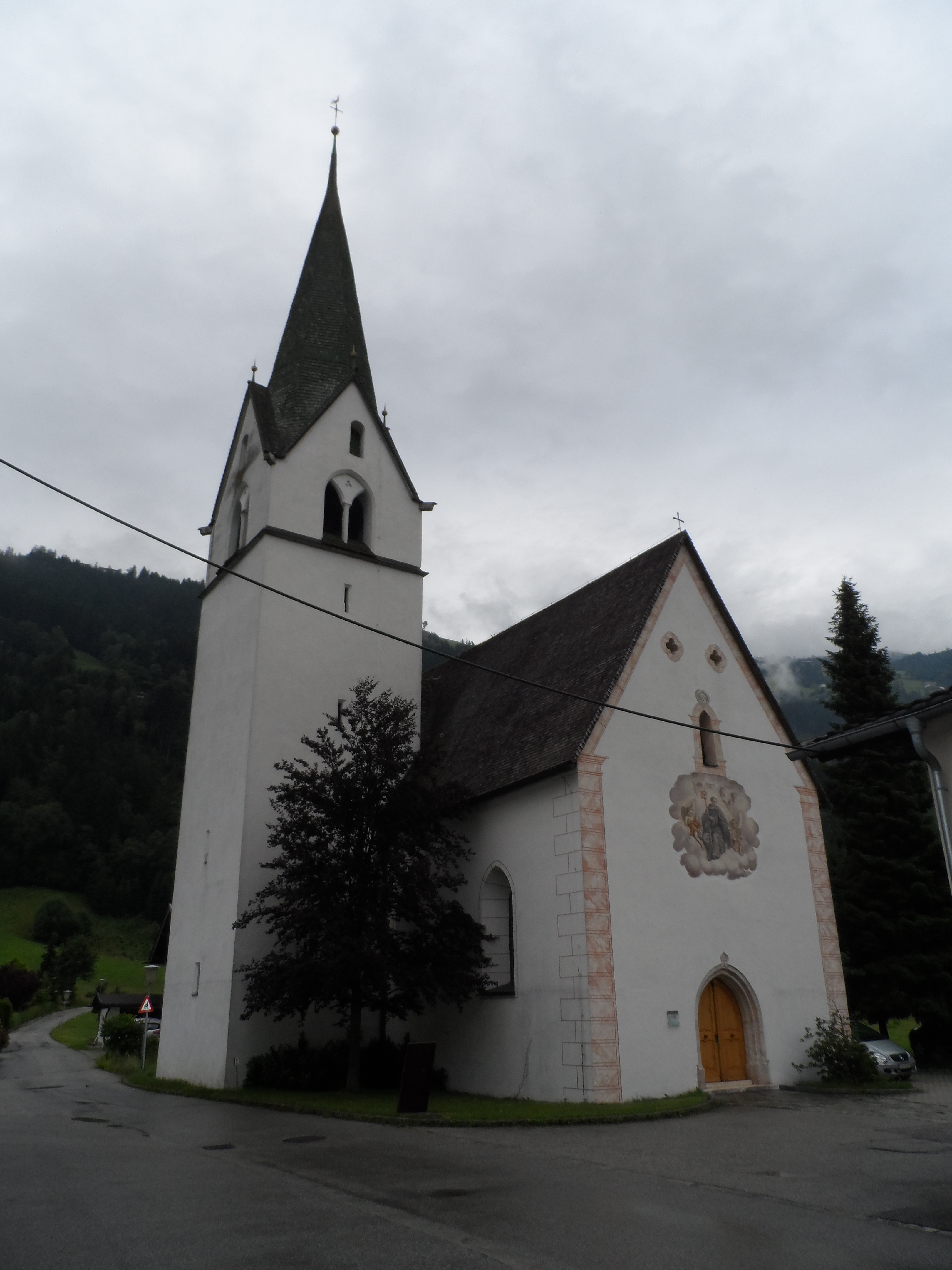
Filialkirche hl. Leonhard in Distelberg.

| Aschau im Zillertal: Einwohnerzahlen von 1869 bis 2024 | Aschau im Zillertal: Einwohnerzahlen von 1869 bis 2024 | Aschau im Zillertal: Einwohnerzahlen von 1869 bis 2024 | Aschau im Zillertal: Einwohnerzahlen von 1869 bis 2024 | Aschau im Zillertal: Einwohnerzahlen von 1869 bis 2024 |
| ------------------------------------------------------ | ------------------------------------------------------ | ------------------------------------------------------ | ------------------------------------------------------ | ------------------------------------------------------ |
| Jahr                                                   |                                                        |                                                        |                                                        | Einwohner                                              |
| 1869                                                   | 1869                                                   |                                                        | 667                                                    | 667                                                    |
| 1880                                                   | 1880                                                   |                                                        | 655                                                    | 655                                                    |
| 1890                                                   | 1890                                                   |                                                        | 555                                                    | 555                                                    |
| 1900                                                   | 1900                                                   |                                                        | 560                                                    | 560                                                    |
| 1910                                                   | 1910                                                   |                                                        | 565                                                    | 565                                                    |
| 1923                                                   | 1923                                                   |                                                        | 616                                                    | 616                                                    |
| 1934                                                   | 1934                                                   |                                                        | 616                                                    | 616                                                    |
| 1939                                                   | 1939                                                   |                                                        | 605                                                    | 605                                                    |
| 1951                                                   | 1951                                                   |                                                        | 758                                                    | 758                                                    |
| 1961                                                   | 1961                                                   |                                                        | 830                                                    | 830                                                    |
| 1971                                                   | 1971                                                   |                                                        | 1.010                                                  | 1.010                                                  |
| 1981                                                   | 1981                                                   |                                                        | 1.180                                                  | 1.180                                                  |
| 1991                                                   | 1991                                                   |                                                        | 1.343                                                  | 1.343                                                  |
| 2001                                                   | 2001                                                   |                                                        | 1.533                                                  | 1.533                                                  |
| 2011                                                   | 2011                                                   |                                                        | 1.717                                                  | 1.717                                                  |
| 2021                                                   | 2021                                                   |                                                        | 1.871                                                  | 1.871                                                  |
| 2024                                                   | 2024                                                   |                                                        | 1.858                                                  | 1.858                                                  |
| Quelle(n): Statistik Austria, Gebietsstand 1.1.2021    |                                                        |                                                        |                                                        |                                                        |

## Kultur und Sehenswürdigkeiten
- Die Pfarrkirche Aschau im Zillertal wurde 1850 im Stil des Spätklassizismus errichtet.
- Filialkirche St. Leonhard in Distelberg

## Wirtschaft und Infrastruktur
Von wirtschaftlicher Bedeutung sind die Landwirtschaft, der zweisaisonale Tourismus (zwischen den Skigebieten Hochzillertal und Zillertal Arena bei Zell am Ziller gelegen) und einige kleinere Gewerbebetriebe.

### Wirtschaftssektoren
Von den landwirtschaftlichen Betrieben des Jahres 2010 wurden 35 im Haupt-, 23 im Nebenerwerb, sieben von Personengesellschaften und vier von juristischen Personen geführt. Diese vier bewirtschafteten ein Drittel der Flächen, die Haupterwerbsbauern vierzig Prozent. Im Produktionssektor arbeiteten drei Viertel der Erwerbstätigen im Bereich Warenherstellung, ein Viertel in der Bauwirtschaft. Die größten Arbeitgeber im Dienstleistungssektor waren die Bereiche Beherbergung und Gastronomie und öffentliche und soziale Dienste (Stand 2011).
| Wirtschaftssektor            | Anzahl Betriebe | Anzahl Betriebe | Erwerbstätige | Erwerbstätige |
| Wirtschaftssektor            | 2011            | 2001            | 2011          | 2001          |
| ---------------------------- | --------------- | --------------- | ------------- | ------------- |
| Land- und Forstwirtschaft 1) | 69              | 79              | 59            | 44            |
| Produktion                   | 18              | 24              | 86            | 95            |
| Dienstleistung               | 79              | 49              | 193           | 161           |

1) Betriebe mit Fläche in den Jahren 2010 und 1999

### Berufspendler
Von den 900 Erwerbstätigen, die 2011 in Aschau wohnten, pendeln drei Viertel zu ihren Arbeitsstätten aus.

### Verkehr
Aschau ist über die Zillertalstraße und die Zillertalbahn mit den Haltestellen Aschau im Zillertal, Angererbach-Arnbach und Erlach im Zillertal angebunden. Von Aschau aus kann außerdem die Scheitelstrecke der Zillertaler Höhenstraße erreicht werden.

## Politik

### Gemeinderat
Für den Gemeinderat werden 13 Mandatare gewählt:
| Partei                                            | 2016  | 2016    | 2010 | 2010    |
| Partei                                            | %     | Mandate | %    | Mandate |
| ------------------------------------------------- | ----- | ------- | ---- | ------- |
| Aschauer Bürgerliste - Team Hans Peter Fankhauser | 30,85 | 4       | 44   |         |
| Gemeinsam für Aschau mit Andreas Egger            | 45,86 | 7       | 39   |         |
| Frischer Wind für Aschau                          | 10,96 | 1       | 17   |         |
| Mia fia Enk                                       | 12,34 | 1       |      |         |

### Bürgermeister
| Bürgermeister von Aschau bis 1972 - 1919–1920 Franz Keiler - 1920–1921 Alois Steinlechner - 1921–1922 Wilhelm Rißbacher - 1922–1923 Franz Keiler - 1923–1925 Johann Staller - 1925–1928 Franz Keiler - 1928–1931 Stanislaus Heim - 1931–1935 Franz Bliem - 1935–1938 Franz Eberharter - 1938–1942 Stanislaus Heim - 1942–1962 Friedrich Brindlinger - 1962–1965 Friedrich Kogler - 1965–1971 Leonhard Emberger - 1971–1972 Jakob Arzbacher | Bürgermeister von Distelberg bis 1972 - 1919–1925 Georg Schiestl - 1925–1928 Stanislaus Höllwarth - 1928–1935 Franz Neid - 1935–1946 Alois Lanthaler - 1946–1950 Franz Ebster - 1950–1956 Johann Hollaus - 1956–1968 Franz Fiegl - 1968–1971 Johann Stoll - 1971–1972 Josef Fleidl |

Bürgermeister von Aschau seit der Gemeindezusammenlegung 1973
- 1973–1985 Josef Fleidl
- 1985–2003 Franz Keiler
- 2003–2009 Josef Geisler
- 2009–2010 Hans Peter Fankhauser
- seit 2010 Andreas Egger

Beleg:

### Wappen
Der Gemeinde Aschau im Zillertal wurde 1974 folgendes Wappen verliehen: In Blau eine rechtsgewendete goldene Ente.
Wildenten waren in den Auwäldern heimisch, die einst dem Ort den Namen gaben: Aschove ist bajuwarisch für Eschenau.

### Partnergemeinde
Die Partnergemeinde von Aschau im Zillertal ist Oberwil im Schweizer Kanton Basel-Landschaft. Diese Partnerschaft ist zurückzuführen auf die vielen Aschauer Arbeitskräfte, die vor allem in den 1980er Jahren wiederholt in Oberwil am Holzschlag und an der Baumpflege betätigt waren. Die Verschwisterung der beiden Orte fand in Aschau am 1./2. Juli und in Oberwil am 23./24. September 1989 statt.

## Persönlichkeiten
- Johann Baptist Pendl (1791–1859), Bildhauer
- Alexandra Daum (* 1986), Skisportler startete für den SV Aschau